# Горка (муниципальное образование «Конёвское»)
Горка — деревня в Плесецком районе Архангельской области.

## География
Находится в западной части Архангельской области на расстоянии приблизительно 82 км на юго-запад по прямой от административного центра района поселка Плесецк на левом берегу реки Онега.

## История
В 1873 году здесь (деревня Пудожского уезда Олонецкой губернии был учтен 31 двор, в 1905 — 47. До 2021 года входила в Конёвское сельское поселение до его упразднения.

## Население
Численность населения: 185 человек (1873 год), 260 (1905), 4 (русские 100 %) в 2002 году, 0 в 2010.